# Glanesvin

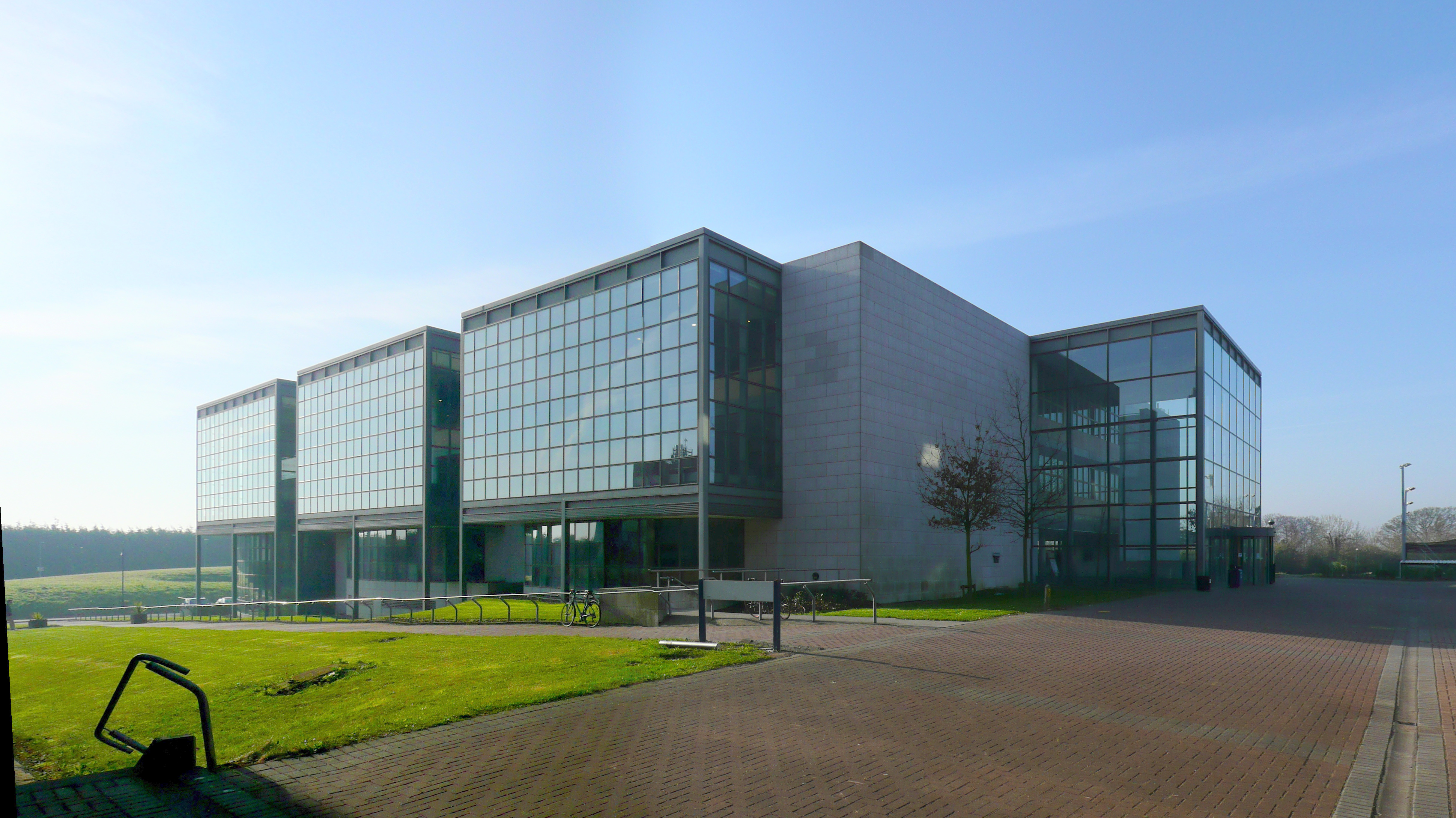
Dublin City University Glasnevin Library

Glasnevin (gaélico: Glas Naíon; Rio dos Infantes), também conhecido por Glas Naedhe ("Ribeiro de O'Naeidhe"), em homenagem a um riacho local e a um antigo chefe) é um subúrbio de Dublin, Irlanda, situado nas margens do Rio Tolka. Embora principalmente residencial, Glasnevin também abriga o National Botanic Gardens, Glasnevin Cemetery, o National Meteorological Office e uma série de outros órgãos estaduais. Aa Dublin City University tem o seu campus principal e outras instalações dentro e perto da área. Glasnevin também é uma paróquia civil do antigo baronato de Coolock.

## Personalidades ligadas a Ganesvin
- Margaret Buckley, former president of Sinn Féin (originally from Cork, lived on Marguerite Road, Glasnevin)[2]
- Bono Paul Hewson, lead singer with U2[3]
- Saint Canice, early Christian abbot (studied under Mobhí of Glasnevin)[4]
- Saint Comgall, early Christian abbot and founder of a monastery at Bangor[5]
- Marian Finucane, architect, journalist and broadcaster
- Ian Gallahar, cyclist and commissaire[6]
- Liam Harrison, musician and songwriter[carece de fontes?]
- Niamh Kavanagh, singer and winner of the Eurovision Song Contest[7]
- Robbie Kelleher, former All-Ireland winning Gaelic footballer[8]
- Anne Kernan (1933–2020), Irish physicist[9]
- Celia Lynch, Fianna Fáil TD and assistant government whip (originally from Galway, lived on Botanic Road)[10]
- Colm Meaney, actor[11]
- Damien McCaul, television presenter and radio DJ[12]
- Saint Mobhi, early Christian missionary and abbot of Glasnevin monastery[5]
- John O'Connell, Fianna Fáil TD and former Minister for Health[carece de fontes?][13]
- Francis Martin O'Donnell, diplomat[carece de fontes?]
- Patrick Denis O'Donnell, military historian[carece de fontes?]
- Michael O'Hehir, sports commentator and journalist[14]
- James O'Higgins Norman, academic[carece de fontes?]
- John J. O'Kelly, politician, former President of Sinn Féin and government minister[15]
- Michael O'Riordan, fundador do Partido Comunista da Irlanda[16]
- Róisín Owens, bioquímico[17]
- Richard Brinsley Sheridan, satirista, dramaturgo e político[18][não consta na fonte citada]
- Jonathan Swift, autor e ensaísta que vivia frente à Glasnevin Model School (agora Glasnevin Educate Together)[carece de fontes?]
- Thomas Ashe, escritor;
- Thomas Tickell, poeta cuja propriedade em Glasnevin foi transformado no National Botanic Gardens[19]
- David P. Tyndall, empresário[carece de fontes?]
- Mona Tyndall, médica e missionária[carece de fontes?]
- Macdara Woods, poeta irlandês, autor de Winter Fire & Snow com Brendan Graham